# A Tin-Type Romance
A Tin-Type Romance è un cortometraggio muto del 1910. Secondo IMDb, il nome del regista non viene riportato nei credit del film, mentre Silent Era riporta come regista il nome di Larry Trimble.
Jean era la Border Collie di Trimble che le fece girare numerosi film facendola diventare una delle primissime star canine dello schermo.

## Trama
Phil e Beth si incontrano sulla spiaggia: ben presto, però, i due innamorati litigano perché lei pensa che lui l'abbia tradita con un'altra. Tutti e due sono disperati e progettano il suicidio che però non va in porto perché l'acqua dove vorrebbero annegarsi, è troppo fredda. Sarà la cagna Jean a farli riconciliare.

## Produzione
Il film fu prodotto dalla Vitagraph Company of America.

## Distribuzione
Distribuito dalla General Film Company, il film - un cortometraggio in una bobina - uscì nelle sale cinematografiche statunitensi il 6 dicembre 1910.